# イ・ボミ
イ・ボミ（韓国語: 이 보미、漢字: 李 寶美、英語: Lee Bo-mee、1988年8月21日 - ）は、大韓民国の女子プロゴルファー。所属は延田グループ。

## 経歴
京畿道水原市出身で建国大学校卒業。
12歳でゴルフを始める。
2007年、韓国女子プロゴルフ協会（以下KLPGA）入会、同年は同会2部にあたるゼニアツアー（제니아투어、名称は当時、翌年からドリームツアーに変更）に参戦、第8戦「ソンヒルゴルフクラブ」において下部ツアーながらプロ初優勝を果たす。
2008年にKLPGAツアーデビューして出場5試合。並行してドリームツアー（드림투어）にも参戦し2勝をあげ、同ツアーの年間獲得賞金ランキング（以下賞金ランク）第1位となる。
2009年、「Nefs Masterpiece」においてKLPGAツアー初優勝。
2010年、アン・シネ、キム・ハヌル、ユン・チェヨン等と共にKLPGA広報モデルに選出、翌2011年と合わせて2回選出されている。（KLPGA広報モデルは前年度KLPGAツアー年間獲得賞金ランキング60位以内の選手から10名程度選出される）
2010年にKLPGAツアー3勝をあげ賞金女王になり、年間最多勝、最優秀選手、最小ストロークと併せて4冠を達成。同年日本女子プロゴルフ協会（JLPGA）のファイナルクォリファイングトーナメントに進出し、翌シーズンのQTランキング10位となる。
2011年からJLPGAツアーに参戦し、最終的に14試合に出場、賞金ランク40位で自身初の賞金シード入り。同年は並行してKLPGAツアー12試合にも出場していた。
2012年、「ヨコハマタイヤゴルフトーナメント PRGRレディスカップ」においてJLPGAツアー初優勝、同年は最終的に公式戦「LPGAツアーチャンピオンシップリコーカップ」を含めて計3勝、賞金ランク2位。
2013年は公式戦「日本女子プロゴルフ選手権大会コニカミノルタ杯」含めて2勝、賞金ランク7位。
2014年から日本での拠点を兵庫県神戸市に置いた。同年は3勝、賞金ランク3位。
2015年は7勝をあげ、自身初の賞金女王となる。韓国と日本の両ツアーでの賞金女王は史上初。同年の年間獲得賞金（¥230,497,057）は伊沢利光（¥217,934,583＝2001年）を抜いて男女を通じ日本国内ツアー史上最高獲得賞金額となった。また「6月中の賞金1億円突破」「4試合連続2位」もJLPGAツアー史上初であった。
2016年は5勝をあげ、2年連続で賞金女王となる。また「開幕から12試合連続トップ10」「11試合連続トップ5」を記録し、「出場14試合目での１億円突破」のJLPGAツアー新記録を達成した。さらに「年間平均ストローク」70.0922も同ツアー新記録であった（当時）。
2017年8月、「CAT Ladies」優勝。JLPGA会員制度改正に伴い「2017年CAT Ladies優勝」の資格で同会入会を申請し、同時期に申請した畑岡奈紗と共に同年10月1日付けでJLPGA89期生（インターナショナルプロフェッショナル会員）となる。同年の賞金ランクは23位でこの年まで7年連続シード入りとなった。
2018年は賞金ランク83位。
2019年は「2016年度JLPGAツアー終了時点の賞金ランキング第1位の者」に与えられる3年間の出場資格でJLPGAツアーに参戦、優勝はなかったものの賞金ランク21位となり賞金シードに復活した。同年12月、韓国人俳優のイ・ワンと結婚した。
2023年シーズン限りで日本ツアーから引退することを2月27日、所属する延田グループが発表した。

## 人物
- 日本語が堪能であり、インタビューでの受け答えや日常会話に支障がない[29]。
- 母国での愛称は「スマイル・キャンディ」[13]。

## 受賞歴
2014年
- 報知プロスポーツ大賞（女子ゴルフ部門）※女子ゴルフ部門では1985年・1986年の涂阿玉に続く外国人選手として史上2人目の受賞となった[30]。

2015年
- LPGAアワード[31]
  - LPGA Mercedes-Benz Player of the Year
  - 賞金ランキング第1位
  - 平均ストローク第1位
- ゴルフダイジェスト・オンライン・ファン大賞[32]

2016年
- LPGAアワード[33]
  - LPGA Mercedes-Benz Player of the Year
  - 賞金ランキング第1位
  - 平均ストローク第1位
  - LPGA 資生堂ANESSA Beauty of the Year
  - メディア賞『ベストショット』部門
- 関西スポーツ賞（特別賞）[34]

2023年
- 日本プロスポーツ大賞特別功労賞[35]

## 著書
- ゴルフ賞金女王 イ・ボミのおしえ（主婦の友社、2015年12月4日発売）[36]
- イ・ボミSTYLE（セブン&アイ出版、2016年1月28日発売）写真集[37]

他

## メディア出演

### テレビ
- 炎の体育会TV（TBS）
  - 2011年7月3日[38]
  - 2011年11月7日[39]
- 夢対決!とんねるずのスポーツ王は俺だ!（テレビ朝日）
  - 2012年7月1日[40]
  - 2015年7月5日[41]
  - 2016年1月2日[42]
  - 2017年1月2日[43]
  - 2018年1月2日[44]
- ジャンクSPORTS2015注目アスリート大集合SP!（2014年12月30日、フジテレビ）[45]
- イ ボミと夢対決 Master G（2015年11月14日、日テレジータス、全6回）[46] - 2016年1月31日[47]
- 強く美しき女神たち〜女子プロゴルフ新時代（2016年1月31日、BS-TBS）[48]
- 小泉孝太郎＆ムロツヨシ 自由気ままに2人旅「第6弾〈後編〉日光SP」（2024年10月2日、フジテレビ） - ゲスト[49]
- アナザースカイ（2025年5月10日、日本テレビ）- ゲスト[50]、訪問地：マスターズゴルフ倶楽部（兵庫県）、水原市／江原道（韓国）

他

### CM
- 延田エンタープライズ 「似顔絵」篇（2025年5月10日 - ）[51]